# Enantia mazai
Enantia mazai är en fjärilsart som beskrevs av Llorente-bousquets 1984. Enantia mazai ingår i släktet Enantia och familjen vitfjärilar. Inga underarter finns listade i Catalogue of Life.